# Disponent
Disponent (av lat. disponere, "ordna, fördela"), teknisk ledare av ett aktiebolag, vilken åtminstone i vissa fall företräder bolaget.[källa behövs] I Stora Kopparbergs Bergslags Aktiebolag var dock disponent titel på företagets högste chef, motsvarande verkställande direktör i andra aktiebolag. Enligt Svenska Akademiens ordbok (utgiven 1916) var disponent en beteckning på den som i ägarens eller ägarnas ställe ledde och företrädde ett företag, i synnerhet i fråga om större företag och industriella aktiebolag. I Finland är disponent den juridiska termen för en verkställande direktör i ett bostadsaktiebolag.
Disponent kan också vara den officer (vanligtvis major) som sköter konungens kompani vid Livgardet vid dennes frånvaro, det vill säga motsvarigheten till kompanichef. På samma sätt kallades tidigare "regementschefen" för sekundchef.
Titeln kan också användas mera allmänt för vissa chefsfunktioner, t.ex. i industrin.

## Några kända disponenter
- Håkan Abenius, Stora Kopparbergs Bergslags AB
- Rudolf Fredrik Berg, Skånska Cement
- Gerard De Geer, Lesjöfors AB
- Anders Henrik Göransson, Sandvik AB
- Hjalmar Lundbohm, LKAB
- Henrik Wennerström, AB Nautanen Kopparfält
- Axel Svedelius, Uddeholms AB
- Ragnar Alin, LKAB
- "Majoren" Peter Petersson, Surahammars bruk
- Erik Hovhammar, Lindshammars glasbruk